# アルチトキシン
アルチトキシン(Altitoxin)は、キョクトウサソリ科のジャイアントデスストーカー(Parabuthus transvaalicus)が持つ神経毒である。マウスに注射すると、無動症、抑鬱、そして死に至る。

## 源

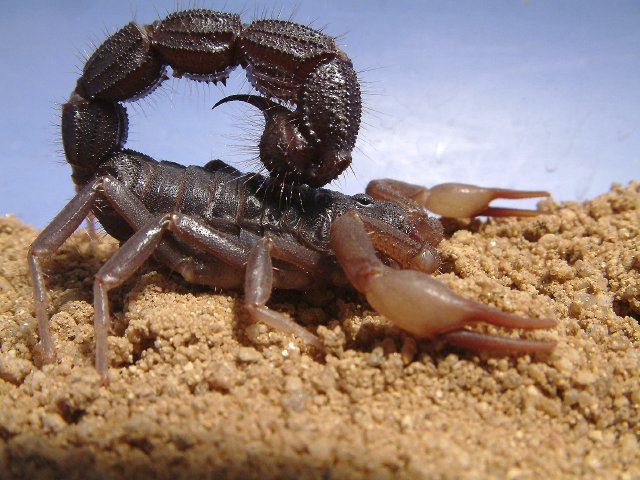
ジャイアントデスストーカー(Parabuthus transvaalicus)

アルチトキシンは、ジャイアントデスストーカーの毒腺から分泌される。

## 化学
アルチトキシンは、58アミノ酸残基長で、分子量は6598Daである。3つのジスルフィド結合を持つ。ベストキシン、ビルトキシン、イキトキシン、ドルトキシン等のジャイアントデスストーカーの他の毒と類似性を持っている。例えば、ベストキシンはアルチトキシンと同様にアミノ酸を組み合わせて作られており、両者は共に分子内にジスルフィド結合による架橋を持っている。

## ターゲット
アルチトキシンは、サソリのβ-トキシンと配列の類似性があり、ナトリウムチャネルをターゲットにしていると推測される。しかし、マウスへの注射後に鬱症状を示すことは、β-トキシンのナトリウムチャネルへの作用機構と合致しない。関連するサソリ毒であるビルトキシンやベストキシンとかなり多様な生理活性を持ち、これらの毒の作用機構にもかなりの多様性があることを示す。

## 毒性
体重20gのマウスに100ngのアルチトキシンを注射すると、無動症と鬱病の状態になる。致死量は、200ngである。